# Bharat Sawad
Bharat Sawad (ur. 30 listopada 1967 lub w 1968, zm. po 1990) – nepalski sztangista, olimpijczyk z Seulu.
Na igrzyskach w Seulu (1988) startował w wadze do 52 kilogramów. Wśród zawodników sklasyfikowanych zajął ostatnie 22. miejsce, osiągając w dwuboju 180 kilogramów (75 kilogramów w rwaniu i 105 kilogramów w podrzucie).
Na Igrzyskach Południowej Azji 1987 w Kolkacie zdobył trzy brązowe medale. Brązowy medal osiągnął także dwa lata później w Islamabadzie, oraz w 1991 roku w Kolombo.
Według portalu Sports-reference.com, Sawad zmarł w bliżej nieokreślonym czasie.